# Брашевановка
Брашевановка (укр. Брашеванівка; до 2025 годах — Полино-Осипенково) — село, относится к Великомихайловскому району Одесской области Украины. Нынешнее село Полино-Осипенково образовалось в результате слияния двух сёл — Брошевановки и Толмачевки.
В справочной книге Херсонской епархии за 1906 г. есть село Брашевановка (Толмачевка) Цебриковской волости Тираспольского уезда и в ней Покровская церковь.
На карте Стрельбицкого 1871 г. на месте нынешнего Полино-Осипенково обозначены села Брошевановка, чуть южнее Томачевка.
Население по переписи 2001 года составляло 354 человека. Почтовый индекс — 67132. Телефонный код — 8-04859. Занимает площадь 1,59 км². Код КОАТУУ — 5121686009.

## Местный совет
67132, Одесская обл., Великомихайловский р-н, с. Цибулевка, переул. Победы, 2